# 2021年8月逝世人物列表
2021年逝世人物列表：1月 - 2月 - 3月 - 4月 - 5月 - 6月 - 7月 - 8月 - 9月 - 10月 - 11月 - 12月
2021年8月逝世人物列表，是用于汇总2021年8月期间逝世人物的列表。

## 依日期排序

### 日期未知
- 卓以玉，87歲，美國華裔女詩人、畫家及學者，歌曲《天天天藍》歌詞作者[1]。
- 加布里埃爾·佩蒂托，22歲，美國網紅。[2]。

### 31日
- 许厚泽，87岁，中国科学院院士，大地测量与地球物理学家。[3]
- 江崎Masaru（日語：江崎 マサル），日本作曲家、音樂製作人，因2019冠狀病毒病逝世。[4]

### 30日
- 王光輝，56歲，臺灣棒球選手，兄弟象隊創隊元老、兄弟象隊總教練（2005年10月~2006年5月），因癌症病逝。[5]
- 沙卡兰，91歲，马来西亚沙巴州前州元首、州首席部长，COVID-19。[6]
- 谢云，91岁，中国书法家，中国书法家协会分党组副书记、秘书长。[7]
- 蕭麗虹，75歲，臺灣藝術家、策展人、竹圍工作室創辦人。[8]
- 柳兰芳，86岁，中国豫剧表演艺术家，国家一级演员。[9]
- 田啟文，54歲，台灣學者、真理大學教授兼任人文學院院長。[10]
- 楊博欽，50餘歲，中華民國法官，任職於臺灣高等法院，《勞動事件法》推動者。[11]
- 弗谢沃洛德·奥夫钦尼科夫（俄語：Всеволод Владимирович Овчинников），94岁，中文名欧福钦，俄罗斯记者、汉学家。[12]。

### 29日
- 雅克·罗格（荷蘭語：Jacques Rogge），79岁，比利时帆船运动员、體育官员，前国际奥委会主席（2001年-2013年）。[13]
- 愛德華·阿斯納（英語：Ed Asner），91歲，美國演員、配音員，代表作《瑪麗泰勒摩爾秀》（The Mary Tyler Moore Show）、《天外奇蹟》（Up）。[14][15]
- 王晶垚，100岁，中国文化史学家，中国社会科学院近代史研究所副研究员。[16]
- 拿督斯里邦里瑪拉京奧津，66岁，馬來西亞沙巴州政治人物，曾任沙巴州副首席部長，聯邦政府內閣副部長。死於 COVID-19。[17]
- 罗伯特·大卫·斯蒂尔（英語：Robert David Steele），69岁，美国政治活动家，开源情报倡导者。[18]
- 佐伯佳代乃，69歲，日本漫畫家，死於肺癌[19]。
- 抗癌梅梅，33岁，中国网红，死於卵巢癌。[20]
- 李·史快奇·派瑞 (Lee "Scratch" Perry)，85歲，本名Rainford Hugh Perry，牙買加音樂歌手兼製作人。[21]

### 28日
- 阿末沙基，82歲，前馬來西亞联邦政府首席祕書。死於COVID-19[22]。
- 金人庆，77岁，中国政治人物，原中华人民共和国财政部部长，火灾伤重不治。[23][24]
- 姜春云，91岁，中国政治人物，中华人民共和国国务院副总理（1995-1998）、全国人民代表大会常务委员会副委员长（1998-2003）。[25]
- 馬修·明德勒（英語：Matthew Mindler），19歲，美國男演員，大學生。8月28日在美國賓州米勒斯維爾大學（英语：Millersville University of Pennsylvania）附近樹林發現遺體。[26]

### 27日
- 邹克明，87岁，中国医药专家，九三学社广州市委副主委。[27]
- 吴从干，102歲，新加坡政治人物，前新加坡南洋艺术学院院长，病逝。[28]

### 26日
- 辛波特·桑登猜，80歲，泰國特攝電影導演，死于癌症。[29]

### 25日
- 郑哲敏，96岁，中國力學家，中国科学院院士、中国工程院院士，中国科学院力学研究所研究员[30]。
- 陈素芝，90岁，中国政治人物，辽宁省人大常委会原党组副书记、副主任。[31]

### 24日
- 查理·沃茨（英語：Charles Robert "Charlie" Watts），80歲，英國搖滾音樂家，滾石樂隊鼓手。[32]
- 陸之駿，56歲，馬來西亞籍台灣網路作家，曾任《台灣公論報》社長、台灣精緻農業發展協會副執行長、《自立晚報》總主筆，接種台産高端疫苗後猝逝。[33]
- 王邦佐，87岁，中国政治学家、复旦大学教授、上海师范大学原校长[34]。
- 侯賽因·哈布雷（阿拉伯語：حسين حبري），79歲，乍得政治人物，曾任總統和總理，死於 COVID-19。[35]
- 程永玲，73岁，中国四川清音表演艺术家，中国曲艺家协会副主席。[36]
- 范燕秋，63歲，醫療史學者，台灣師範大學台灣史研究所教授。[37]

### 23日
- 郭来喜，87岁，中国人文经济地理学家、中国科学院地理科学与资源研究所研究员[38]。
- 徐家庆，96岁，中国人，南京大屠杀幸存者。[39]
- 屠耀麟，78岁，中国导演，作品《老娘舅》、《开心公寓》等。[40]
- 刘岩，51岁，中国政治人物，河南省南阳市西峡县市场监督管理局党组书记、局长，上吊自杀。[41]
- 吞静，44岁，中国政治人物，云南省瑞丽市畹町镇混板村村委会党总支委员、弄片村村民小组党支部书记，死於突发心梗。[42]
- 布瑞克·布朗斯基（英语：Brick Bronsky），57歲，美國演員和職業摔角手，特羅馬娛樂電影常客，COVID-19。[43]
- 司徒安，95岁，香港电影编剧，第13届香港电影金像奖专业精神奖得主。[44]

### 22日
- 胡续冬（本名：胡旭东），47岁，中国诗人，北京大学外国语学院副教授，癫痫引发窒息身亡。[45]
- 瑪麗蓮·伊士曼（英語：Marilyn Eastman），87歲，美國金融家兼演員，知名作品如《活死人之夜》。[46]
- 楼宝良，58岁，中国企业家，精工控股集团总裁，死於车祸。[47]
- 汪廣平，100歲，中華民國教育家。明道大學創辦人，曾任臺中市立居仁國民中學、臺中市私立明道高級中學校长。[48][49]
- 周继林，104岁，中国口腔颌面修复专家，解放军总医院原专家组成员、教授。[50]

### 21日
- 玛丽·艾格莱王妃（德語：Marie Aglaë Bonaventura Theresia），81岁，列支敦士登亲王妃。[51]
- 唐·埃弗里（英語：Don Everly），84岁，美国乡村摇滚歌手，埃弗里兄弟组合成员。[52]
- 李幼容，85岁，中国人民解放军总政歌舞团词作家、国家一级编剧，作品《金梭和银梭》、《七色光之歌》、《珠穆朗玛》等。[53]
- 二瓶正也（日語：二瓶 正也），80歲，日本男演員，代表作《超人力霸王》井手光弘。[54]

### 20日
- 萊斯特·M·薩拉門（英語：Lester M. Salamon），78歲，曾擔任约翰斯·霍普金斯大学教授，也是约翰斯·霍普金斯大学衛生與社會政策研究所公民社會研究中心主任，胰臟癌病逝[55]。

### 19日
- 千葉真一（日語：千葉 真一），82歲，日本演員、歌手及電影導演，COVID-19。[56]
- 李行，91歲，台灣電影導演。[57]
- 查馬克·法拉屋樂，42歲，台灣原住民教師、演員、排灣族古調歌謠推動者，曾獲金曲獎、師鐸獎，淋巴癌病逝。[58]
- 查克·克洛斯（英語：Chuck Close），81岁，美国画家、摄影师，心脏衰竭而死。[59]
- 比尔·弗里罕（英語：Bill Freehan），79岁，美国棒球运动员，MLB传奇捕手。[60]
- 薛若琳，82岁，中国戏剧理论家，中国戏曲学会会长，死於心脏病。[61]

### 18日
- 肖恩·洛克（英語：Sean Lock），58岁，英国喜剧演员。[62]
- 高德义，56岁，中国政治人物，黑龙江省公安厅常务副厅长，溺水身亡。[63]
- 余桂生，83岁，中国政治人物，建德市人大常委会原主任。[64]
- 宋大能，90岁，中国民族音乐学家，四川音乐学院第二任院长。[65]
- 辻万长（日语：辻万长），77岁，日本演员，代表作《魔女的条件》（魔女の条件）等，死於肾癌。[66]

### 17日
- 郭景坤，87岁，中国材料科学家，中国科学院院士。[67]
- 第三代笑福亭仁鶴（日語：3代目 笑福亭 仁鶴），本名岡本武士，84歲，日本落語家、電視藝人，因骨髓增生異常症候群病逝。[68]

### 16日
- 金敏京（韓語：김민경），60岁，韓國資深演員，曾演出韓劇《親愛的瑞英》、《擁抱太陽的月亮》。[69]
- 扎基·安瓦里，19歲，阿富汗國家青年足球隊成員，從美軍飛機上墜下身亡。[70]
- 坂上弘，85歲，日本小說家。[71]
- 弗拉基米尔·戈卢布尼奇（烏克蘭語：Володимир Степанович Голубничий），85歲，烏克蘭運動員，1960年和1968年夏季奥运会競走金牌。[72]
- 中富博隆（日語：中冨 博隆），84歲，日本企業家，曾任久光製藥社長、名譽會長。[73][74]

### 15日
- 盖德·穆勒（德語：Gerhard "Gerd" Müller），75岁，德国前足球运动员，传奇前锋。[75]
- 拿督斯里阿末再尼，64岁，馬來西亞銀行家，死於 COVID-19。[76]
- 王乃彪，51岁，中国政治人物，陕西省榆林市榆阳区区委常委、常务副区长，死於车祸。[77]
- 阿卜杜勒-哈米德·卜拉希米（阿拉伯語：عبد الحميد براهيمي），85岁，阿尔及利亚前总理（1984年-1988年）。[78]

### 14日
- 瑪麗·喜多川（日語：メリー 喜多川），94歲，日本企業家、傑尼斯事務所名譽董事長。因肺炎辭世。[79]
- 鍾海量，36岁，馬來西亞二十四節令鼓文化人。死於 COVID-19。[80]
- 卡洛斯·科雷亚（葡萄牙語：Carlos Correia），87岁，几内亚比绍政治人物，总理（1991年－1994年、1997年－1998年、2008年－2009年、2015年－2016年）。[81]
- 默里·谢弗（英語：Murray Schafer），88岁，加拿大作曲家、音乐教育家。[82]

### 13日
- 李元魁，87岁，中国足球评论员，前足球运动员、教练员。[83]
- 文偉銘，51岁，馬來西亞社區圖書館館長。死於 COVID-19。[84]
- 李声䭲，94岁，中国教育家，武汉大学化学与分子科学学院教授、李汉俊之女。[85]

### 12日
- 李前宽，80岁，中国电影导演。[86]
- 尤娜·斯塔布斯（英語：Una Stubbs），84岁，英国女演员。[87]
- 林文钦（昵称：萌剑客），31岁，中国企业家，上善若水投资管理公司创始人、意统天下餐饮管理公司创始人、美一好品牌管理公司创始人，死於车祸。[88]
- 史蒂芬·威斯納（英語：Stephen J. Wiesner），79歲，美籍以色列物理學家，量子信息理論奠基者。[89]

### 11日
- 李鸣岩，87岁，中国京剧表演艺术家，一级演员。[90]
- 刘硕仁，91岁，中国第一代邮票设计家。[91]

### 10日
- 朱雷，84岁，中国历史学家，武汉大学中国三至九世纪研究所前所长、湖北省文史研究馆前副馆长、中国史学会理事、中国唐史学会前会长。[92]
- 曾興魁，75歲，台灣作曲家，致力於電子音樂的推行。[93]
- 徐光炜，86岁，中国肿瘤外科学家，北京大学肿瘤医院名誉院长、中国抗癌协会名誉理事长。[94]
- 王务迪，93岁，中国医学家，浙江省政协副主席。[95]
- 鍜治真起，69歲，日本企業家，Nikoli公司社長，數獨教父。[96]

### 9日
- 謝爾蓋·阿達莫維奇·科瓦廖夫（俄語：Сергей Адамович Ковалёв），91歲，俄羅斯人權活動家，曾任俄羅斯總統人權委員會主席。[97]
- 茜蒂莎拉（Siti Sarah），37岁，馬來西亞歌手，死於 COVID-19。[98]
- 月仙，50岁，中国女演员，代表作《乡村爱情》系列电视剧扮演“谢大脚”，死於车祸。[99]
- 莱斯特·伯德爵士（英語：Sir Lester Bird），83岁，安提瓜和巴布达第二任总理（1994年－2004年）。[100]
- 吳忠良，48歲，台灣表演藝術家，身聲劇場團長，死於車禍。[101]
- ·，24歲，紐西蘭自由車運動員。[102]
- 卡梅隆·布瑞尔（英語：Cameron Burrell），26岁，美国田径运动员。[103]
- 艾力克斯·寇德（英语：Alex Cord），88歲，美國演員，代表作如《飛狼》。[104]

### 8日
- 齐民友，91岁，中國數學家，武汉大学校长（1988年-1992年）。[105]
- 切萨雷·萨尔瓦多里（義大利語：Cesare Salvadori），79岁，意大利男子击剑运动员，奥运金牌得主（1972年）。[106]
- 潘国平，55岁，中国西南政法大学国际法学院教授。[107]

### 7日
- 谭玉钧，96岁，中国农业科学家、淡水养殖专家，上海海洋大学教授。[108]
- 朱時宜，78歲，台灣物理學家，中央研究院第26屆院士，美國物理學會會士（Fellow）。[109]
- 布拉德利·艾伦（英語：Bradley James Allan），48岁，澳大利亚特技演员、武术指导、成家班第四代成员。[110]
- 源太郎（日语：みなもと太郎），74歲，日本漫畫家，代表作《風雲兒們》。[111]

### 6日
- 王文娟，94岁，中国越剧表演艺术家。[112]
- 尤里·阿列克谢耶维奇·特鲁特涅夫（俄語：Юрий Алексеевич Трутнев），93岁，俄罗斯理论物理学家，核子工程专家。[113]
- ·，89歲，美國歷史學家。[114]

### 5日
- 盖增君，70岁，中国足球教练。[115]
- 黄瓯，50岁，中国企业家，上海电气执行董事兼总裁、党委副书记，跳楼自杀身亡。[116]
- 理查·特朗卡（英語：Richard  Trumka），72岁，美国劳工组织领袖，劳联-产联主席（2009年-2021年）。[117][118]
- 王伯仁，71岁，台灣獨立運動人士，《台灣日報》及《中國時報》退休記者，《民報》專欄作家，自家意外墜落身亡[119]。

### 4日
- 詹姆斯·罗德尼·理查德（英語：J. R. Richard），71岁，美国前职业棒球运动员。死於COVID-19并发症。[120]
- 迪克·法雷尔（英语：Dick Farrel），65岁，美国右翼电台Newsmax主播、反疫苗人士，死於COVID-19并发症。[121]
- 刘锡庚，104岁，原中国农业部副部长。[122]

### 3日
- 維塔利·希紹夫（英语：Vitaly Shishov），26歲，白俄羅斯活動家，「烏克蘭白俄羅斯人會館」負責人，死因待查（遺體發現日期）。[123]
- 李菱，46歲，馬來西亞女歌手，死於COVID-19。[124]
- 木下雄介（日語：木下 雄介），27歲，日本棒球運動員，中日龍隊投手，在練習時昏迷倒地不治。[125]
- 王晓玲，89岁，中國演員，一级演员、秦腔表演艺术家，被誉为“九龄童”。[126]
- 徐道寧，98歲，臺灣數學教育家，國立清華大學首位女教授。[127]

### 1日
- 覺拉昂（Kyaw Hla Aung），80歲，緬甸律師和民權活動家。[128]
- 余英時，91歲，華裔歷史學家，中華民國中央研究院第10屆院士、美國哲學會院士。[129]
- 徐淦，88歲，香港政府政務官，文康市政司（1986年－1989年）、文康廣播司（1989年－1991年）、公務員敍用委員會主席（1991年－1996年）。[130]
- 須田正己（日語：須田 正己），77歲，日本動畫師、人物設計師，代表作《北斗之拳》（人物設計）。[131]
- 卢天骄，86岁，中国第一位女性邮票设计师。[91]